# Alfoz de Lloredo
Alfoz de Lloredo – gmina w Hiszpanii, w prowincji Kantabria, w Kantabrii, o powierzchni 46,34 km². W 2011 roku gmina liczyła 2514 mieszkańców.